# Jaszczurka (organizacja konspiracyjna)
„Jaszczurka” – polska konspiracyjna organizacja antyhitlerowska o charakterze sabotażowo-wywiadowczo-propagandowym działająca od 1941 na Kociewiu.
Organizacja powstała 29 czerwca 1941 z inicjatywy Pawła Wyczyńskiego ps. „Wrzos”, Zygmunta Bączkowskiego ps. „Zyga” oraz Izydora Gencza ps. „Junak”. Większość działaczy rekrutowała się spośród uczniów i nauczycieli tzw. „Czerwonego Ogólniaka” (obecnie I Liceum Ogólnokształcące im. Marii Skłodowskiej-Curie w Starogardzie Gdańskim). Komendantem organizacji był Izydor Gencza, który po wojnie angażował się na rzecz upamiętnienia działalności jaszczurkowców.
15 września 2011 odbyła się w Klubie Historycznym im. gen. Stefana Roweckiego „Grota” w Trójmieście sesja popularnonaukowa „Młodzieżowa organizacja »Jaszczurka« – fenomen konspiracji pomorskiej z lat 1941–1945”.